# Parennefer

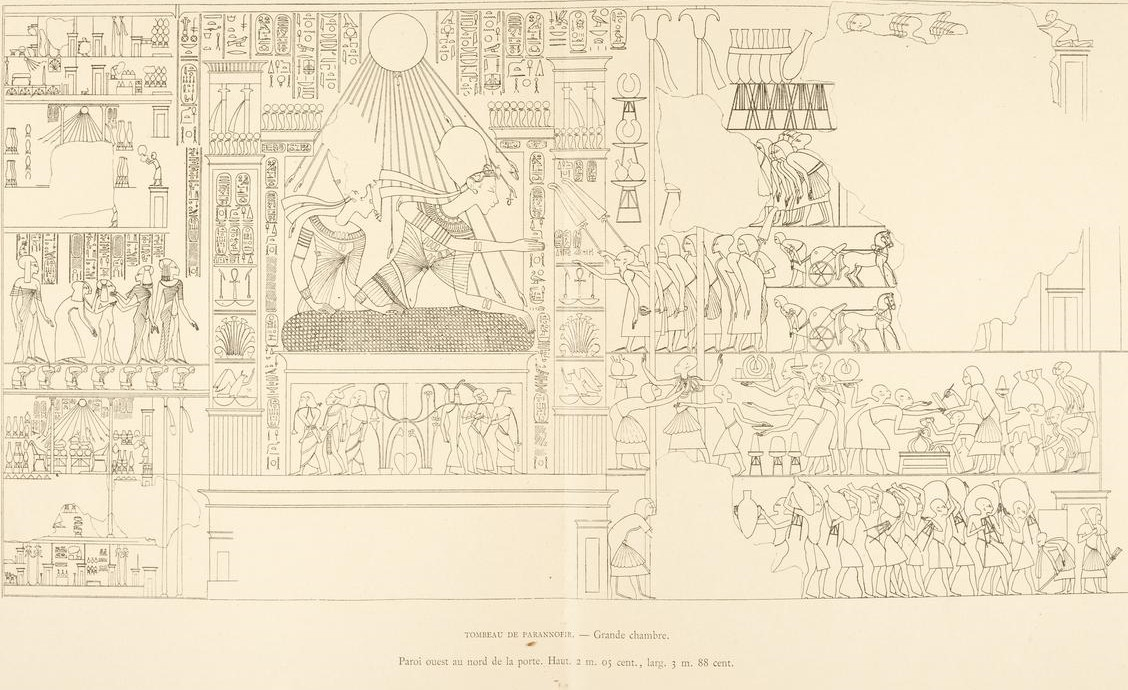
Relief im Grab des Parennefer in Amarna – Verteilung von Geschenken

Parennefer (der gute Name) war ein altägyptischer Hofbeamter unter König (Pharao) Echnaton. Er ist von seinen zwei Grabanlagen bekannt. Die eine, TT188, befindet sich in al-Asasif, Theben, und die zweite, Amarna Grab 7, in Amarna.  Die letztere wurde angelegt, nachdem der Königshof von Theben nach Amarna verlegt worden war.
Parennefer trug den Titel eines Königlichen Mundschenks, mit reinen Händen und daneben noch weitere Titel, wie geliebter Gottesvater oder Vorsteher aller Arbeiten des Königs im Tempel des Aton. Zu seinem Leben ist nicht viel bekannt. Er begann seine Karriere wahrscheinlich unter König Amenophis III. und wurde unter Echnaton zum Mundschenk des  Herrschers erhoben. Als der König noch in Theben residierte, ließ sich Parennefer dort ein Grab anlegen. Als der König in seinem 6. Regierungsjahr die Hauptstadt nach Amarna verlegte, folgte ihm Parennefer und ließ sich dort ein neues Grab errichten. Über sein weiteres Leben ist nichts bekannt.